# Xã Lick Creek, Quận Little River, Arkansas
Xã Lick Creek (tiếng Anh: Lick Creek Township) là một xã thuộc quận Little River, tiểu bang Arkansas, Hoa Kỳ. Năm 2010, dân số của xã này là 415 người.